# Dysauxes pseudoservola
Dysauxes pseudoservola là một loài bướm đêm thuộc phân họ Arctiinae, họ Erebidae.